# Giovanni Zerbini
Dom Giovanni Zerbini (Chiari, 29 de dezembro de 1927) é um bispo católico italiano. É bispo emérito de Guarapuava.

## Biografia
Giovanni Zerbini nasceu em Chiari na italia tinha a certeza, desde muito cedo que o sacerdócio seria a extensão de sua vida, uma mescla perfeita entre corpo e alma.
No dia 29 de junho de 1956, foi ordenado Padre pela Congregação Sociedade de São Francisco de Sales – Salesianos de Dom Bosco (SDB). No mesmo ano, foi designado para trabalhar no Brasil, país que adotou como sua segunda pátria.
Em 19 de fevereiro de 1995, foi nomeado Bispo da Diocese de Guarapuava pelo Papa João Paulo II , permaneceu na função até o dia 02 de julho de 2003 , apos ter renunciado ao completar 75 anos de idade como determina o Código de Direito Canónico.
Foi sucedido por Dom Antônio Wagner da Silva , e desde então passou a ser bispo-emérito , atualmente reside no Seminário Diocesano Nossa Senhora de Belém , no bairro Santana em Guarapuava.